# Frontera entre Àustria i Suïssa
La frontera entre Àustria i Suïssa es la frontera internacional terrestre i marítima entre Àustria, estat integrat a la Unió Europea i a l'espai Schengen, i Suïssa, que no pertany a la Unió Europea però sí a l'espai Schengen. Separa els länder austríacs de Vorarlberg i Tirol dels cantons suïssos dels Grisons i Sankt Gallen.

## Traçat
El trifini entre Àustria, Suïssa i Itàlia és al nord de Piz Lad, a Engiadina. La frontera segueix el riu Inn entre Martina i Nauders i després es dirigeix cap a l'oest cap a Samnaun. Travessa els Alts Alps, connectant els cims de Grübelekopf (2,894 m), Bürkelkopf (3,033 m), Greitspitz (2,867 m), Piz Rots (3,097 m), Fluchthorn (3,398 m), Augstenberg (3,230 m), Piz Buin (3,312 m) i Gross Seehorn (3,122 m), seguint aproximadament la conca nord d'Engiadina i després a Isentällispitz (2,873 m) i Schesaplana (2,964 m), al llarg de la conca nord de la vall de Prättigau, trobant-se amb el trifini sud de Suïssa, Àustria i Liechtenstein a Naafkopf (2.570 m).
Des del trifini Suïssa-Àustria-Liechtenstein, la frontera suïssa-austríaca segueix el Rin Alpí (que gairebé formava la frontera entre Suïssa i Liechtenstein), passant a l'est de Diepoldsau i arribant al llac Constança. a Rheineck; el trifini Suïssa-Àstria-Alemanya es troba dins del llac Constança.

## Història
El curs de la frontera reflecteix, en última instància, l'èxit dels diversos rivals de la dinastia dels Habsburg (sobretot l'Antiga Confederació Suïssa i les Tres Lligues) per limitar la influència de l'arxiducat d'Àustria habsburg en els dominis originals de l'Habsburg a l'oest del Rin als segles xiv i xv. La major part de la zona alpina de la frontera ja havia estat la frontera exterior de les Tres Lligues des del segle xv (a excepció del Vinschgau), que no va ser adquirida per Àustria fins 1499 i es va mantenir com a territori disputat al segle xviii). Per contra, la vall del Rin dels Alps té una història feudal complicada (en part adquirida pels comtes de Toggenburg durant els segles XIV i XV), però els territoris del seu marge esquerre s'havien convertit en territoris subjectes de la Confederació helvètica al segle xvii.
La frontera actual és producte de la creació de la República Helvètica en 1798. Durant el segle xix formava part de la frontera occidental de l'Imperi Austríac i posteriorment Àustria-Hongria i en el segle XX de la Primera República Austríaca, l'Estat Federal d'Àustria, l'Alemanya Nazi i l'Àustria ocupada pels Aliats i, finalment, de l'Àustria moderna formada el 1955.
Liechtenstein va ser creat com a principat independent sota la Pau de Pressburg (1805), encara que va romandre nominalment com a membre de la Confederació del Rin fins a 1866).
L'adhesió de Suïssa a la zona Schengen el desembre de 2008 va eliminar tots els controls de passaports entre els dos països. Tanmateix, els funcionaris de duanes suïssos i austríacs mantenen la seva presència en passos fronterers ben freqüentats, ja que encara tenen l'autoritat per evitar que els viatgers realitzin controls de duanes, ja que Suïssa està fora de la Unió Duanera de la Unió Europea.

## Galeria

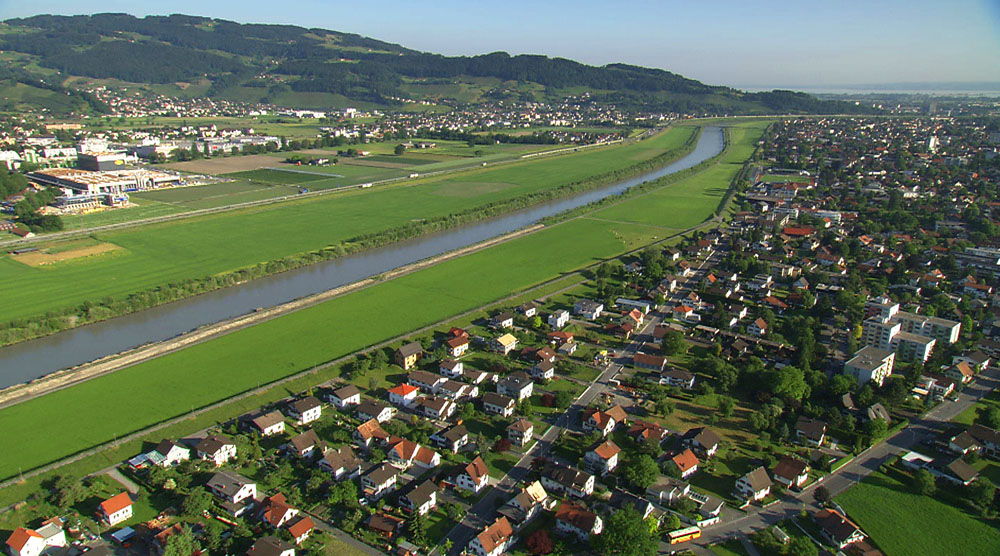
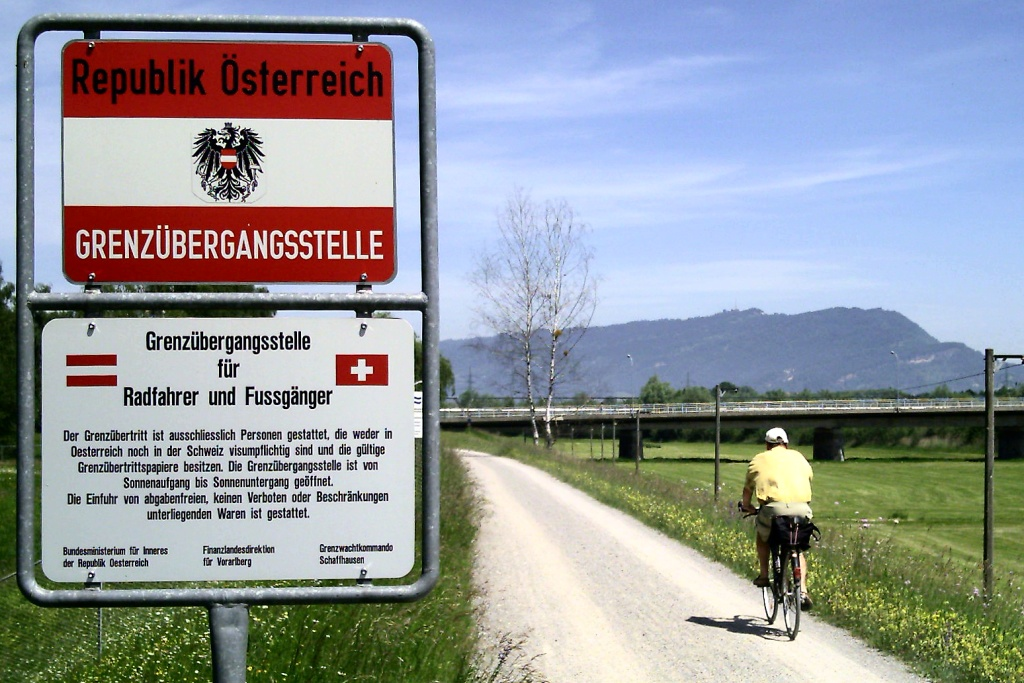
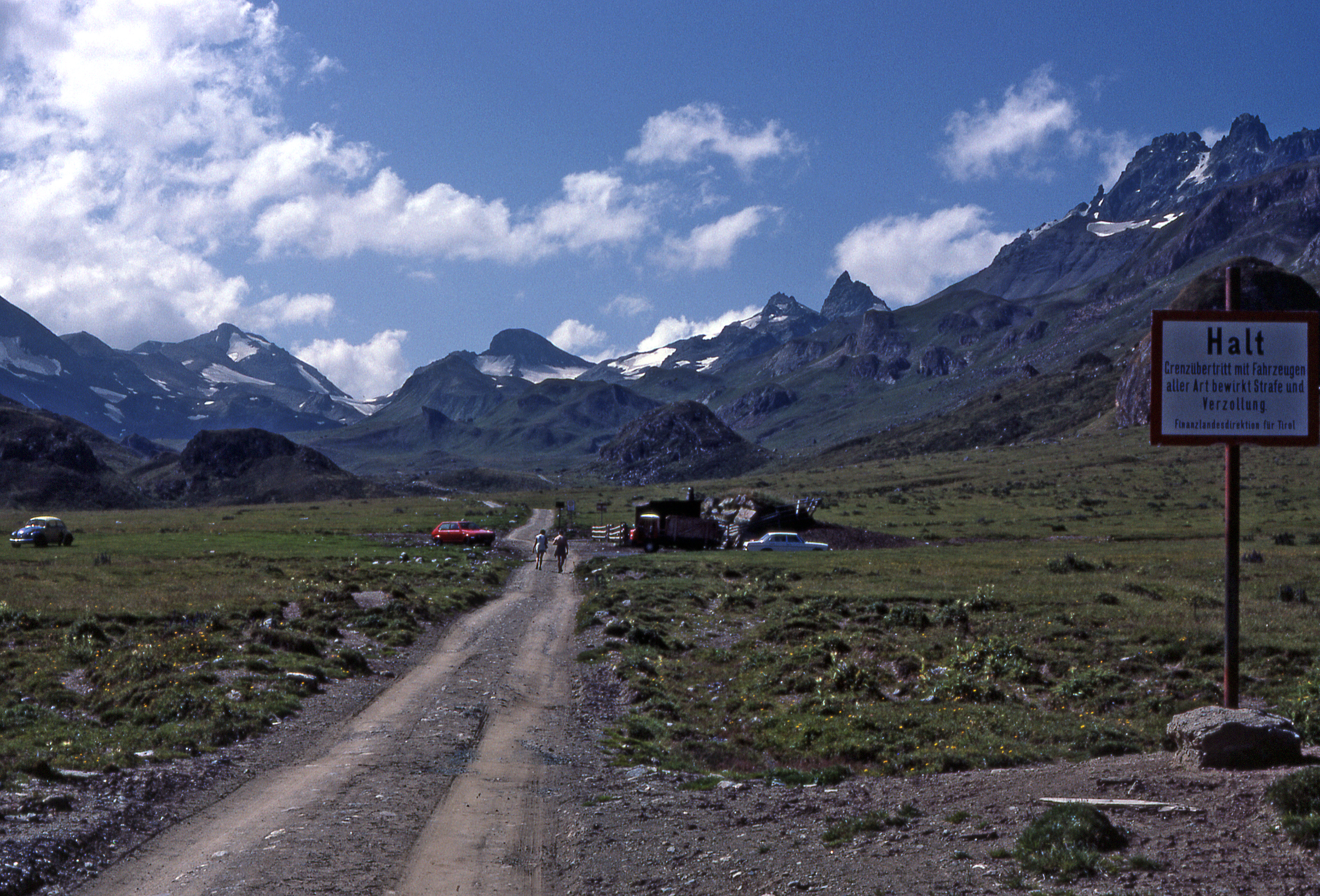
Frontera en el massís de Silvretta vist des de Fimbatal a Voralberg en direcció de val Fenga als Grisons (1980).
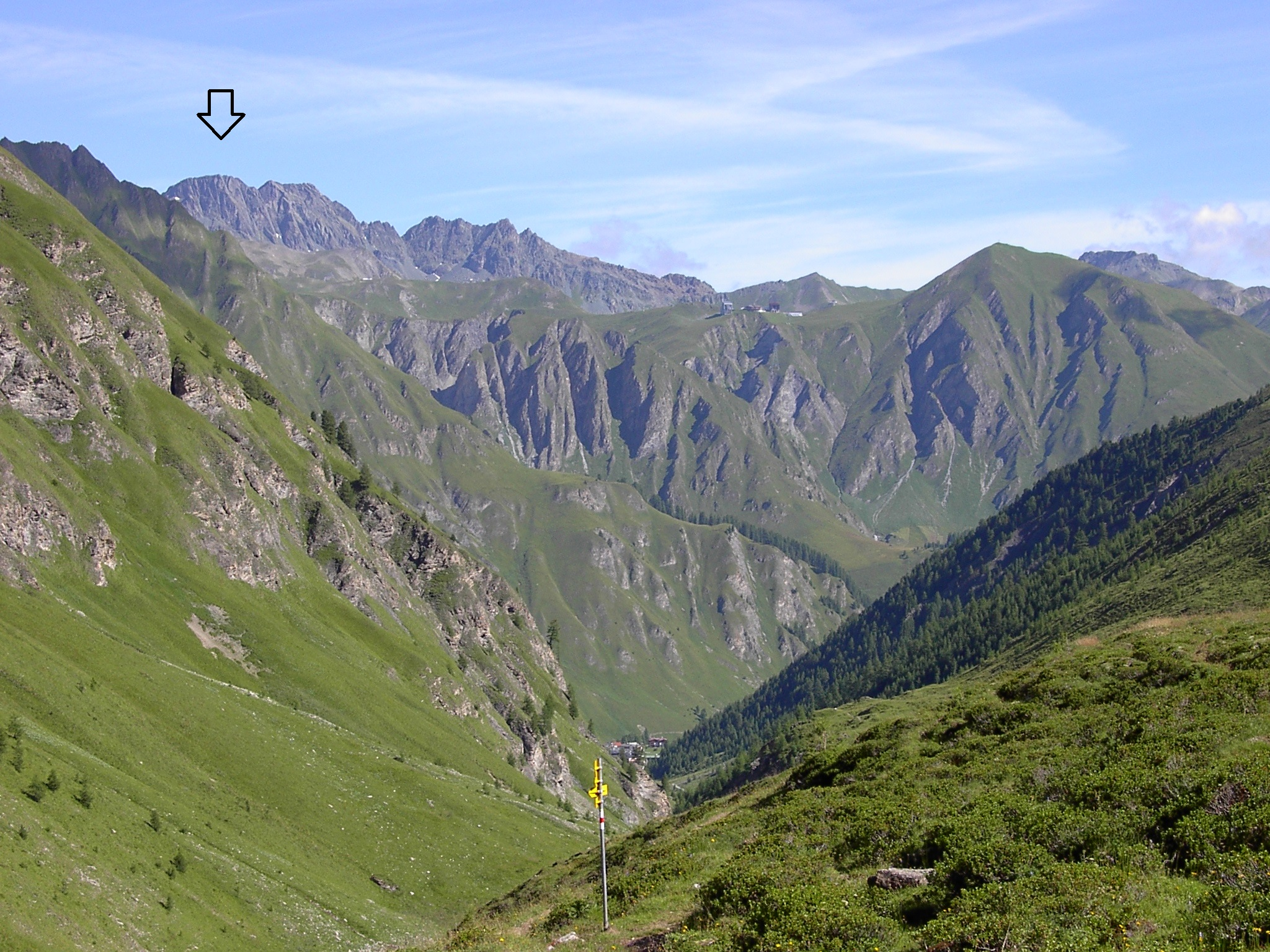
Massís de Samnaun entre el Tirol i els Grisons amb el Bürkelkopf indicat per une fletxa.